# 튀르키예계 네덜란드인
튀르키예계 네덜란드인(네덜란드어: Turkse Nederlander)은 네덜란드에 거주하거나 네덜란드 국적을 가진 튀르키예인들을 말한다. 네덜란드에 거주하는 튀르키예인들의 수는 2006년에는 35만7,900명으로 네덜란드 인구의 2.2%를 차지하고 있다. 이들은 네덜란드의 주요 도시(암스테르담, 로테르담, 헤이그와 위트레흐트 등)에 주로 거주한다. 네덜란드계 튀르키예인들의 시초는 1960년대에서 1970년대에 네덜란드와 서유럽로 이주한 터키인 노동자들이 시초이다.

## 종교
96%의 튀르키예계 네덜란드인들은 이슬람교를 믿고 있으며, 주로 수니파 이슬람교를 믿고 있다. 15% - 35%의 튀르키예계 네덜란드인들은 알레비파를 믿고 있다. 일부 1%의 사람들은 기독교를 믿고 있다.

## 같이 보기
- 튀르키예인 디아스포라